# Końskowola
Końskowola je naselje v Lublinskem vojvodstvu na Poljskem. Leži med mestoma Lublin in Puławy - v bližini mesta Kurov ob reki Kurovki.